# Acrylonitril
Acrylonitril, soms aangeduid als acrylnitril, is een kleurloze, zeer licht ontvlambare, extreem giftige, organische vloeistof met een enigszins naar amandel ruikende doch prikkelende geur. Door kleine verontreinigingen kan de vloeistof ook geel van kleur zijn. De stof is een belangrijke basis voor de vervaardiging van plastics zoals polyacrylonitril, (C3H3N)n.
De wereldproductie in 2002 wordt geschat op 5 miljoen ton per jaar.
De IUPAC-naam is propeennitril.

## Synthese
Acrylonitril wordt verkregen door de katalytische omzetting (ammoxidatie) van propeen met ammoniak, in aanwezigheid van zuurstof.
{\displaystyle {\ce {2H3C-CH=CH2 + 2NH3 + 3O2 -> 2H2C=CH-C#N + 6H2O}}}
Bij deze reactie komen diverse nevenproducten vrij, waarvan de belangrijkste waterstofcyanide is dat wegens de veiligheidsrisico's of ter plekke verwerkt wordt in andere producten, of omgezet wordt in een waterige oplossing van natriumcyanide, die wel getransporteerd kan worden.
In Nederland wordt acrylonitril onder andere op chemisch industriecomplex Chemelot in Geleen geproduceerd door AnQore, voorheen een onderdeel van DSM.

## Toepassingen
Acrylonitril wordt voornamelijk gebruikt als monomeer voor de productie van synthetische polymeren, zoals polyacrylonitril, acrylonitril-butadieen-styreen, nylon en synthetisch rubber. Het wordt ingezet bij de productie van lijm, antioxidanten, emulgatoren en als oplosmiddel.

## Giframp in Wetteren
Na een treinongeluk en de daaropvolgende bluswerken in mei 2013 kwam een grote hoeveelheid acrylonitril in het rioleringsnetwerk van Wetteren terecht. Door oxidatie en hydrolyse ontstonden cyanidebevattende dampen waarbij een inwoner uit Wetteren overleed na het inademen van deze dampen. Tientallen mensen hadden mogelijk de stof ingeademd en werden naar het ziekenhuis overgebracht.

## Toxicologie en veiligheid
Acrylonitril is zeer licht ontvlambaar, bijvoorbeeld door een vonk, of na contact met bepaalde oxidatoren. De stof is uiterst giftig en kan na opname in het menselijk lichaam cyaniden vormen. Bij ontleding ten gevolge van brand kunnen waterstofcyanide, stikstofoxiden en ethyn ontstaan. Acrylonitril is geclassificeerd als mogelijk carcinogeen.